# Shenae Grimes
Shenae Grimes-Beech (* 24. října 1989, Toronto, Ontario, Kanada) je kanadská herečka. Nejvíce se proslavila rolí Annie Wilson v seriálu 90210: Nová generace, spin-offu seriálu Beverly Hills 90210. Dále se objevila jako Darcy Edwards v seriálu Degrassi: The Next Generation.

## Životopis
Shenae se narodila v Torontu v Kanadě. Má tři sourozence Aidena, Liama a Mayu. Navštěvovala Forest Hill Public School a Forest Hill Collegiate Institute. Při střední škole studovala také na Toronto's Fashion Television. Dva poslední roky střední školy studovala na soukromé škole City Academy.

## Kariéra
Její herecká kariéra začala v roce 2004 s postavou Darcy Edwards v seriálu Degrassi: The Next Generation. V roce 2008 byla obsazena do role Annie Wilson v seriálu stanice CW 90210: Nová generace, spin-offu seriálu Beverly Hills 90210.
Také se objevila po boku Ashley Tisdale ve filmu Táta za všechny peníze a se zpěvačkou Jojo ve filmu Opravdový příběh hollywoodské hvězdičky. Objevila s ve videoklipech skupiny Our Lady Peace k písničce "All You Did Was Save Me".
V roce 2010 se objevila v krátkém filmu Unzipped. A režírovala videoklip ke své písničce "Myself and I". V roce 2011 si zahrála malou roli ve filmu Vřískot 4.
V květnu 2011 během pauzy při natáčení seriálu 90210: Nová generace vzala šestitýdenní stáž v magazínu Teen Vogue v New Yorku. Prozradila, že pracovat jako editorka módního časopisu byl vždy její sen.
V listopadu 2011 režírovala hudební video Megan and Liz „Are You Happy Now?“. V roce 2013 si zahrála ve filmu Sugar.

## Osobní život
Sheane je ateistka. Jmenovala Natalii Portman jako její inspiraci a také oceňuje Johnnyho Deppa.
V březnu 2012 začala chodit s britským modelem a hudebníkem Joshem Beechem. V prosinci 2012 pár oznámil zásnuby. 10. května 2013 se vzali v Ashfordu v Kentu v Anglii. V září roku 2018 se jim narodila dcera.

## Filmografie

### Film
| Rok  | Název            | Role             | Poznámky            |
| ---- | ---------------- | ---------------- | ------------------- |
| 2008 | The Cross Road   | Bridget          |                     |
| 2009 | Mrtví jako já    | Jennifer Hardick | Přímo na DVD        |
| 2010 | Gun Size Matters | Samu sebe        | krátkometrážní film |
| 2011 | Vřískot 4        | Trudie Harrold   | Cameo               |
| 2013 | Empire State     | Eleni            |                     |
| 2013 | Sugar            | Sugar            |                     |
| 2014 | Soulmates        | Eva Braun        | krátkometrážní film |
| 2017 | Blood Honey      | Jenibel Heath    |                     |
| 2018 | The Rake         | Ashley           |                     |

### Televize
| Rok     | Název                                   | Role                     | Poznámky                                                                      |
| ------- | --------------------------------------- | ------------------------ | ----------------------------------------------------------------------------- |
| 2004-08 | Degrassi: The Next Generation           | Darcy Edwards            | Vedlejší role (4.-5. řada), Hlavní role (6.-7. řada), host (8. řada), 40 dílů |
| 2005    | Biography                               | Teenager Shania Twain    | díl: „Shania Twain“                                                           |
| 2005    | Shania                                  | Eileen Twain (13-16 let) | TV film                                                                       |
| 2005    | Kevin Hill                              | Katie Lassman            | díl: „Sacrifical Lambs“                                                       |
| 2005-07 | Naturally, Sadie                        | Arden Alcott             | 15 dílů                                                                       |
| 2006    | 72 Hours: True Crime                    | Teenagerka               | díl: „The List“                                                               |
| 2007    | The Latest Buzz                         | Rebecca Harper           | Nevysílaný pilotní díl                                                        |
| 2008    | Opravdový příběh hollywoodské hvězdičky | Marissa Dahl             | TV film                                                                       |
| 2008    | Táta za všechny peníze                  | Cayenne                  | TV film                                                                       |
| 2008-13 | 90210: Nová generace                    | Annie Wilson             | Hlavní role, 114 dílů                                                         |
| 2009    | Overruled!                              | Abby                     | Nekreditovaná role, díl: „Style Conscience“                                   |
| 2010    | The Hills                               | Samu sebe                | díl: „Between a Rocker and a Hard Place“                                      |
| 2012    | Napálené celebrity                      | Samu sebe                | díl: „Tyler the Creator“                                                      |
| 2012    | Amerika hledá topmodelku                | Samu sebe                | díl: „The Girl Who Cried Home“                                                |
| 2012    | Británie a Irsko hledá topmodelku       | Samu sebe                | 8. řada, 12. dílů                                                             |
| 2014    | A Hazing Secret                         | Megan Harris             | TV film                                                                       |
| 2015    | Christmas Incorporated                  | Riley                    | TV film                                                                       |
| 2016    | Sandra Brown's White Hot                | Sayre Hoyle              | TV film                                                                       |
| 2016    | Date with Love                          | Alex Allen               | TV film                                                                       |
| 2016    | Newlywed and Dead                       | Kristin Ward             | TV film                                                                       |
| 2017    | Jak funguje láska                       | Matti Dupree             | TV film                                                                       |
| 2017    | iZombie                                 | Piper                    | díl: „Dirt Nap Time“                                                          |
| 2018    | The Detail                              | Jacqueline Cooper        | 10 dílů                                                                       |